# Tom Sneddon
Thomas William Sneddon Jr. (Los Angeles, 26 de maio de 1941 - Santa Bárbara, 1 de novembro de 2014) foi um promotor de justiça estadunidense.
Era um promotor do condado de Santa Bárbara, na Califórnia e ficou conhecido após ter mediado as acusações de abuso sexual infantil contra Michael Jackson em  duas ocasiões: 1993 e 2003. Michael escreveu uma música onde o nome do promotor é citado inúmeras vezes, chamando-o de "frio". A música chama-se "D.S." de 1995, do seu álbum HIStory.  